# التطليق للضرر وسوء العشرة في القانون المصري
التطليق للضرر وسوء العشرة في القانون المصري تطلبه الزوجة المصرية المسلمة من القضاء إذا ادّعت وجود أضرار من الزواج لا تستطيع معها دوام العشرة بالمعروف بين أمثالها، وبعد ذلك، يحاول القاضي أولاً أن يصلح بينهما محاولاً إزالة الخلاف، فإن فشل، فإنه ينظر الدعوى مراعياً ظروف الزوجين وحالتهما الاجتماعية والثقافية، فلو تحقق القاضي من وجود ضرر يستحيل معه استمرار المعاشرة الزوجية، قام بتطليقهما طلقة بائنة.

## أساسه الفقهي
كان القضاء المصري يعمل بالمذهب الحنفي الذي لا يعرف التطليق للضرر، لكن أخذ القانون رقم 25 لسنة 1929 بالمذهب المالكي في التطليق للضرر وسوء العشرة، والمستمد من الآية 35 من سورة النساء: «وَإِنْ خِفْتُمْ شِقَاقَ بَيْنِهِمَا فَابْعَثُواْ حَكَمًا مِّنْ أَهْلِهِ وَحَكَمًا مِّنْ أَهْلِهَا إِن يُرِيدَا إِصْلاَحًا يُوَفِّقِ اللّهُ بَيْنَهُمَا إِنَّ اللّهَ كَانَ عَلِيمًا خَبِيرًا».

## أساسه القانوني
تنظّم المواد من 6 إلى 11 من القانون رقم 25 لسنة 1929، المعدّل بالقانون رقم 100 لسنة 1985، أحكام التطليق للضرر وسوء العشرة على النحو التالي:
1. مادة 6: «إذا ادعت الزوجة إضرار الزوج بها بما لا يُستطاع معه دوام العشرة بين أمثالها، يجوز لها أن تطلب من القاضي التفريق، وحينئذ يطلقها القاضي طلقة بائنة إذا ثبت الضرر وعجز عن الإصلاح بينهما، فإذا رفض الطلب ثم تكررت الشكوى ولم يثبت الضرر، بعث القاضي حكمين وقضى على الوجه المبين بالمواد من 7-11».[3][4]
2. مادة 7: «يُشترط في الحكمين أن يكونا عدلين من أهل الزوجين إن أمكن، وإلا من غيرهم ممن لهم خبرة بحالهما وقدرة على الإصلاح بينهما».[3][4]
3. مادة 8: «أ- يشتمل قرار بعث الحكمين على تاريخ وبدء وانتهاء مأموريتهما على ألا تجاوز مدة ستة أشهر، وتخطر المحكمة الحكمين والخصم بذلك، وعليهما تحليف كل من الحكمين اليمين بأن يقوم بمهمته بعدل وأمانة.
ب- يجوز للمحكمة أن تعطي للحكمين مهلة أخرى مرة واحدة لا تزيد على ثلاثة أشهر، فإن لم يقدما تقريرهما اعتبرتهما غير متفقين».[3][4]
4. مادة 9: «لا يؤثر في سير عمل الحكمين امتناع أحد الزوجين عن حضور مجلس التحكيم متى تم إخطاره وعلى الحكمين أن يتعرّفا أسباب الشقاق بين الزوجين، ويبذلا جهدهما في الإصلاح بينهما على أية طريقة ممكنة».[3][4]
5. مادة 10: «إذا عجز الحكمان عن الإصلاح:
أ- فإذا كانت الإساءة كلها من جانب الزوج، اقترح الحكمان التفريق بطلقة بائنة دون المساس بشيء من حقوق الزوجة المترتبة على الزواج والطلاق.
ب- وإذا كانت الإساءة كلها من جانب الزوجة، اقترحا التفريق نظير بدل مناسب يقدر أنه تلزم به الزوجة.
ج- وإن جهل الحال فلم يعرف المسيء منهما، اقترح الحكمان تطليقاً دون بدل».[5][6]
6. مادة 11: «على الحكمين أن يرفعا تقريرهما إلى المحكمة مشتملاً على الأسباب التي بنى عليها، فإن لم يتفقا بعثتهما مع ثالث له خبرة بالحال وقدرة على الإصلاح وحلّفته اليمين المبينة في المادة (8) وإذا اختلفوا أو لم يقدموا تقريرهم في الميعاد المحدد، سارت المحكمة في الإثبات، وإن عجزت المحكمة عن التوفيق بين الزوجين وتبيّن لها استحالة العشرة بينهما وأصرت الزوجة على الطلاق، قضت المحكمة بالتطليق بينهما طلقة بائنة مع إسقاط حقوق الزوجة المالية كلها أو بعضها وإلزامها بالتعويض المناسب إن كان لذلك كله مقتضى».[5][6]